# Fading (bài hát)
"Fading" là một bài hát của nữ ca sĩ người Barbados Rihanna nằm trong album phòng thu thứ năm của cô, Loud, phát hành vào ngày 12 tháng 11 năm 2010. Bài hát này được sáng tác bởi Jamal Jones, Ester Dean, William Hodge, Lamar Taylor và Darnell Dalton. Khâu sản xuất "Fading" do Kuk Harrell, Willy Will, Veronika Bozeman và Jones đảm nhận. "Fading" là một bản ballad thuộc thể loại R&B/soul, baroque pop và chamber pop. Bài hát mở đầu bằng vĩ cầm và dần chuyển sang giai điệu dương cầm, được cho là sample từ "One by One" của Enya. Nội dung "Fading" chủ yếu kể về một cô gái chia tay người bạn trai.
"Fading" từng được bình chọn là một trong bốn đĩa đơn tiếp theo cho Loud, nhưng cuối cùng Rihanna lại không phát hành bài hát này. "Fading" nhận được những đánh giá nhìn chung là tích cực từ giới chuyên môn. Họ khen ngợi chủ đề ca từ và giai điệu phối khí, song cũng có một số người cho rằng bài hát không có gì nổi bật so với các tác phẩm khác của Rihanna. "Fading" xuất hiện trên các bảng xếp hạng bài hát tại Anh Quốc, Hàn Quốc và Hoa Kỳ vào cuối năm 2010. Rihanna từng trình diễn ca khúc này ở một số ngày diễn nhất định theo bình chọn từ khán giả trong chuyến lưu diễn Loud Tour (2011) do cô chủ trì.

## Bối cảnh

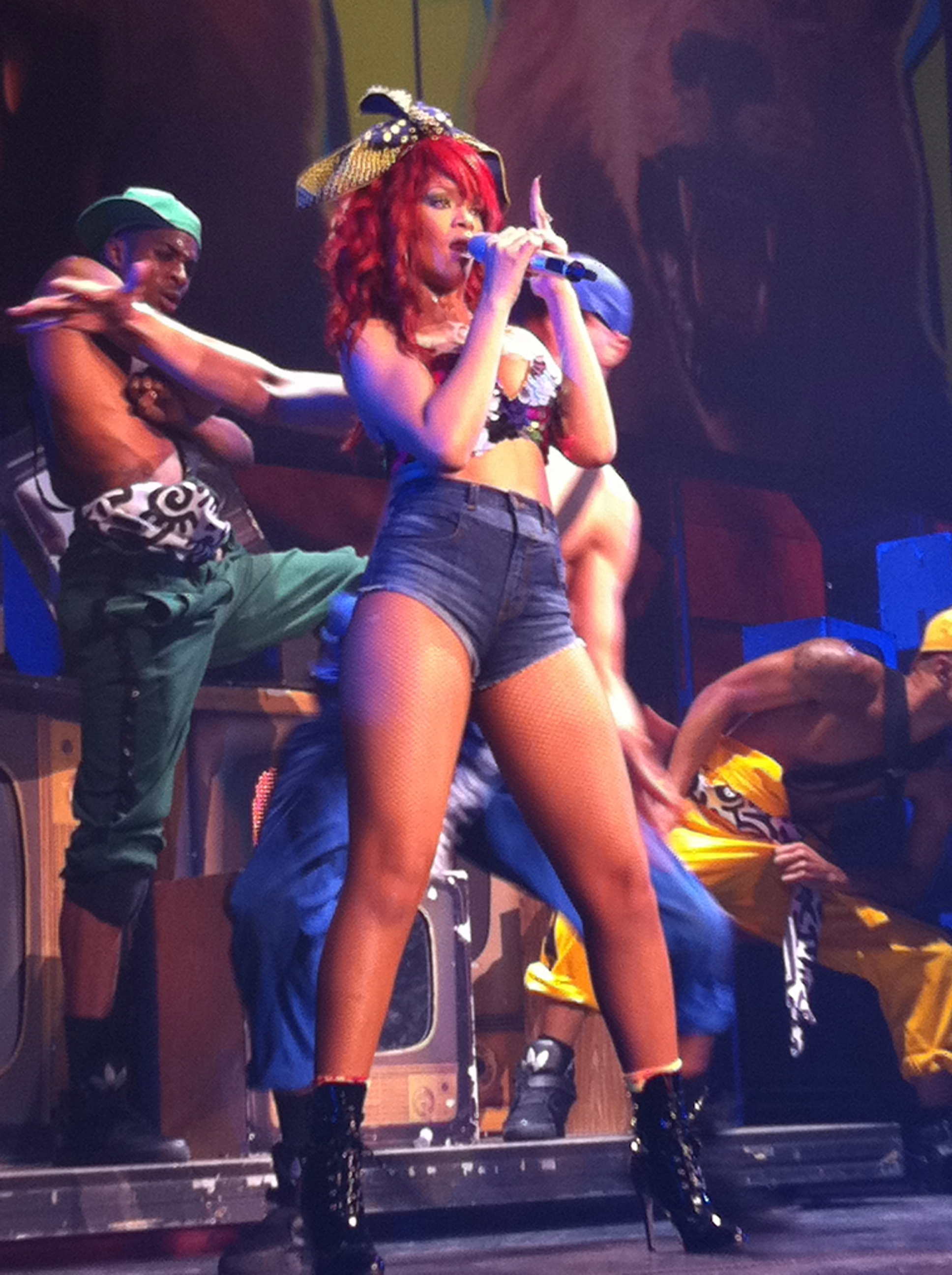
Rihanna biểu diễn tại Loud Tour, nơi khán giả lựa chọn tiết mục "Fading" ở một số chặng diễn.

Sau khi phát hành album phòng thu thứ tư Rated R với chủ đề tăm tối, nữ ca sĩ Rihanna thực hiện album tiếp theo với cam kết về mặt chủ đề là sẽ "tràn đầy năng lượng hơn". Khoảng đầu năm 2010, Rihanna cùng giám đốc hãng thu âm Def Jam Recordings Antonio "L.A." Reid thành lập một đội ngũ hơn 50 nhạc sĩ và đưa họ đến một "doanh trại" để độc quyền sáng tác 200 bài hát cho album phòng thu thứ năm Loud của nữ ca sĩ. "Fading" là một trong những bài hát được lựa chọn thu âm và đưa vào album, phát hành vào ngày 16 tháng 11 năm 2010 tại Hoa Kỳ, ở những nơi khác thì sớm hơn vào ngày 12 tháng 11 năm 2010.
Rihanna từng mở một cuộc thăm dò vào ngày 1 tháng 3 năm 2011 trước 3,7 triệu người theo dõi trên Twitter và nhờ họ giúp cô lựa chọn đĩa đơn tiếp theo cho Loud. Sau nhiều lời đề nghị từ giới mộ điệu, Rihanna thu hẹp lựa chọn xuống còn bốn bài hát: "Man Down", "California King Bed", "Cheers (Drink to That)" và "Fading". Hai đĩa đơn "Man Down" và "California King Bed" được phát hành vào lần lượt các ngày 3 và 13 tháng 5 năm 2011. Đến tháng 7 năm 2011, Rihanna công bố phát hành "Cheers (Drink to That)" làm đĩa đơn cuối cùng từ Loud. Suy cho cùng, "Fading" không được phát hành làm đĩa đơn. Tháng 8 năm 2011, một phiên bản mới của "Fading" được phát hành.
Tại Hoa Kỳ, "Fading" xuất hiện ở vị trí 42 trên bảng xếp hạng R&B/Hip-Hop Digital Song Sales. Phía bên Anh Quốc, bài hát đạt hạng 34 trên bảng xếp hạng UK R&B Chart và hạng 187 trên bảng xếp hạng UK Singles Chart. Ở Hàn Quốc, ca khúc ra mắt ở vị trí thứ 78 trên bảng xếp hạng Digital quốc tế của Circle Chart. Trong chuyến lưu diễn Loud Tour, Rihanna cho phép khán giả lựa chọn biểu diễn giữa "Cheers (Drink to That)" và "Fading". Nữ ca sĩ lần đầu trình diễn "Fading" theo ý khán giả vào ngày 6 tháng 6 năm 2011 tại Air Canada Centre ở Toronto, Canada. Khi đó, Rihanna diện trang phục theo phong cách pha trộn giữa dân quê với đường phố gồm áo khoác lông vũ màu cầu vồng, áo ngực kiểu denim và quần short ngắn. Ngoài ra, khán giả còn lựa chọn "Fading" trong các đêm diễn Loud Tour tại Montreal, Chicago, Winnipeg, Anaheim và Philadelphia.

## Sáng tác
Theo ghi chú album Loud, "Fading" là một bài hát do Jamal Jones, Ester Dean, William Hodge, Lamar Taylor và Darnell Dalton sáng tác. Khâu sản xuất bài hát do Kuk Harrell, Willy Will, Veronika Bozeman và Jones (dùng nghệ danh Polow da Don) đảm nhận. Nhà sản xuất Sandy Vee phụ trách thu âm "Fading" tại Bunker Studio phía bên thủ đô Paris nước Pháp. "Fading" là một bản ballad thuộc thể loại R&B/soul, baroque pop và chamber pop. Bài hát mở đầu bằng vĩ cầm với những tiếng ngân overdub "ày ay ay" như thiên thần và dần chuyển sang giai điệu dương cầm, được cho là sample từ bài hát "One by One" (2000) của giọng ca nhạc Celtic Enya. "Fading" sử dụng âm thanh từ các nhạc cụ synthesizer, bộ dây và trống được tăng cường bằng bộ lập trình âm thanh Roland TR-808.
Lời bài hát của "Fading" kể về nhân vật nữ rời xa bạn trai vì cô cảm thấy họ đã trở nên xa cách và mối quan hệ của họ đã phai nhạt. Chủ đề bài hát được thể hiện ngay từ câu đầu tiên, "You say you love me / But they feel like words to me / Well, this just ain't working / Stop thinking you can run over me." Rihanna cho biết "Fading" không chỉ bàn về cuộc tình đã rạn nứt mà còn là cách ứng xử và buông bỏ đi mối tình đó. Để dễ dàng bộc lộ chủ đề của ca từ, nhà báo âm nhạc Jon Pareles của The New York Times phân tích rằng cấu trúc bài hát "Fading" có sự xen kẽ giữa đoạn điệp khúc dài và phân đoạn staccato ngắn. Cùng với đó, bài hát có chứa các hợp âm nhạc cụ bàn phím thoạt đầu mượt mà nhưng lại bị cắt ngang đột ngột ở khúc sau.
Rihanna dùng giọng điệu đầy thúc giục trong "Fading" để chấm dứt tình cảm với người bạn trai: "Go on, be gone / Bye bye so long / Can't you see you're fading away." Ngoài ra, nữ ca sĩ còn thể hiện giọng hô vang với kỹ thuật nhấn nguyên âm đặc trưng của cô trong các đoạn điệp khúc "fa-ay-ay-ding". Trên website Uproxx, Shannon Carlin cho biết chủ đề "Fading" có nét giống với bài hát "Irreplaceable" (2006) của nữ ca sĩ Beyoncé, trong khi Ryan Burleson  từ Consequence of Sound thì bảo rằng bài hát này gợi nhớ đến những nghệ sĩ cuối thập niên 1990 như Aaliyah và Faith Evans. Devin Lazerine của Rap-Up nhận định ca khúc rất có thể nhắm đến mối quan hệ giữa Rihanna và ca sĩ kiêm bạn trai cũ Chris Brown của cô.

## Đánh giá chuyên môn
Giới chuyên môn để lại lời khen ngợi dành cho chủ đề ca từ và giai điệu phối khí của "Fading", điển hình như nhà báo Mesfin Fekadu của The Boston Globe gọi bài hát này là một "ngoại lệ" và tán dương ca từ miêu tả về cuộc chia tay là thuyết phục tựa như bài hát "Take a Bow" của Rihanna. Leah Greenblatt của Entertainment Weekly và Colin Gentry của 4Music lần lượt đánh giá "Fading" là một bài hát "tráng lệ về lời thách thức chia tay ngọt ngào" và "hoàn toàn có thể truyền tải cảm giác đau buồn sâu sắc." Melissa Maerz của Rolling Stone đánh giá cao việc Rihanna thể hiện giọng hát mang phong cách "thanh thản" trong ca khúc. Ryan Burleson từ Consequence of Sound và Devin Lazerine từ Rap-Up chọn "Fading" là một trong những bài hát xuất sắc nhất trong Loud. Năm 2015, Shannon Carlin của Uproxx đề cử ca khúc ở hạng 16 trong danh sách xếp hạng toàn bộ 131 bài hát của Rihanna. Mya Singleton từ Yardbarker (2024) thì đặt "Fading" ở vị trí thứ 5 trong số 24 bài hát tuy ít phổ biến nhưng lại xuất sắc nhất của nữ ca sĩ.
Tuy nhiên, một số cây viết cho rằng "Fading" có sự lặp lại hoặc không có gì nổi bật so với các tác phẩm khác của Rihanna chẳng hạn như Sean Thomas từ Drowned in Sound đánh giá rằng bài hát này khó có thể nổi bật trong một buổi biểu diễn trực tiếp so với những bản nhạc trước của Rihanna như "Rehab" hoặc "Hate That I Love You". Erica Newman của báo The Dalhousie Gazette nhận định rằng "Fading" hoàn toàn kém chú ý so với những bản nhạc sôi động dành cho hộp đêm khác trong Loud. Trên trang Revolt, Da'Shan Smith (2018) xếp ca khúc ở vị trí thứ 13 trong danh sách bài hát bị đánh giá thấp nhất của Rihanna. Cây viết cho rằng các Navy sẽ thích thần tượng trình diễn "Cheers (Drink to That)" với sample từ nữ ca sĩ người Canada Avril Lavigne hơn là trình diễn ca khúc mang chủ đề xua đuổi người yêu cũ trong Loud Tour như "Fading". Viết cho Pitchfork, Ryan Dombell chỉ trích Rihanna lặp lại "công thức R&B nhẹ nhàng" của riêng mình trong bài hát đến mức thừa thãi. Tương tự như vậy, hai cây bút Gary K. của website The Music Fix và Scott Kara của tờ The New Zealand Herald lần lượt phê bình giai điệu "Fading" là "yếu ớt" và "tẻ nhạt". Trong đó, K. chỉ trích Rihanna sử dụng nhiều Auto-Tune đến mức lu mờ giọng hát tự nhiên của cô.

## Đội ngũ sản xuất
Thông tin ghi công được lấy từ phần ghi chú của Loud.
Địa điểm
- No Excuses Recording Studios, Santa Monica, California – Thu âm phần nhạc và trộn nhạc
- The Bunker Studios, Paris, Pháp – Thu âm
- The Ninja Beat Club, Atlanta, Georgia – Trộn nhạc

Đội ngũ
- Giọng hát chính – Rihanna
- Sáng tác – Jamal Jones, Ester Dean, William Hodge, Lamar Taylor, Darnell Dalton
- Sản xuất – Polow da Don, Willy Will
- Thu âm phần nhạc – Corey Shoemaker, Jay Stevenson tại No Excuses
- Thu âm – Sandy Vee tại The Bunker
- Sản xuất giọng hát – Kuk Harrell
- Thu âm giọng hát – Kuk Harrell, Josh Gudwin, Marcus Tovar
- Sản xuất giọng hát bổ sung – Veronika Bozeman
- Trộn nhạc – Phil Tan tại Ninja Beat Club, Donnie Scantz tại No Excuses
- Kỹ thuật âm thanh bổ sung – Damien Lewis
- Hỗ trợ trộn nhạc cho Donnie Scantz – Brian Alison
- Hát đệm – Ester Dean

## Bảng xếp hạng
| Bảng xếp hạng (2010)                              | Vị trí cao nhất |
| ------------------------------------------------- | --------------- |
| Hàn Quốc International Digital (Circle)           | 78              |
| Anh Quốc (OCC)                                    | 187             |
| Anh Quốc R&B (OCC)                                | 34              |
| Hoa Kỳ R&B/Hip-Hop Digital Song Sales (Billboard) | 42              |